# Великая Козара
Вели́кая Коза́ра (укр. Велика Козара) — село на Украине, основано в 1800 году, находится в Романовском районе Житомирской области.
Население по переписи 2001 года составляет 382 человека. Почтовый индекс — 13032. Телефонный код — 4146. Занимает площадь 129,2 км².

## Адрес местного совета
13001, Житомирская область, Романовский район, село Великая Козара, улица Колхозная, дом 3, телефон 9-83-34.